# La Chapelle-Saint-Fray
La Chapelle-Saint-Fray – miejscowość i gmina we Francji, w regionie Kraj Loary, w departamencie Sarthe.
Według danych na rok 1990 gminę zamieszkiwało 330 osób, a gęstość zaludnienia wynosiła 52 osób/km² (wśród 1504 gmin Kraju Loary La Chapelle-Saint-Fray plasuje się na 963. miejscu pod względem liczby ludności, natomiast pod względem powierzchni na miejscu 1144.).